# Richie Roberts
Richard M. Roberts (El Bronx, 28 de noviembre de 1937), más conocido como Richie Roberts, es un abogado y expolicía estadounidense.

## Biografía
Nació en el barrio de El Bronx, en la ciudad de Nueva York, pero creció y se educó en Nueva Jersey. Fue marine del ejército de los Estados Unidos antes de ingresar en el Departamento de Policía de Nueva York. En 1963, entró a trabajar como detective y ayudante del fiscal del Condado de Essex, en Nueva Jersey.
En 1975 consiguió meter entre rejas al famoso criminal y narcotraficante Frank Lucas. Posteriormente, Lucas y él entablaron una estrecha amistad, llegando Roberts a ejercer de abogado defensor del ex narco. En la actualidad, Roberts es padrino de uno de los hijos de Lucas. Durante el rodaje de la película American Gangster, de 2007, ambos trabajaron en calidad de asesores.
Una muestra de su rectitud en el desempeño de sus funciones puede ser el hecho de que en uno de los casos en que Roberts trabajó durante su carrera incautó 1 millón de dólares en billetes no marcados, y los entregó al Departamento de Policía sin titubear. De esta manera dejó claro su honestidad en la vida profesional.